# Торсіограф
Торсіограф (рос. торсиограф, англ. torsiograph, нім. Torsiograf m – прилад, за допомогою якого записують крутильні коливання валів машин (двигунів, насосів тощо). Розрізняють механічний, оптичний та електричний торсіограф.
Механічний торсіограф складається з маховика, встановленого так, що він може обертатися на валу, коливання якого вимірюються, і з'єднаний з ним пружиною кручення. Відносні повороти маховика записуються вістрям пружинного важеля на стрічці, яка знаходиться в механізмі протягування стрічки.
Оптичний торсіограф для вимірювань використовує оптичний датчик і спеціальну відбивну стрічку.